# Carmen Linares
Carmen Pacheco Rodríguez (Linares, Xaém (Jaén), 25 de fevereiro de 1951), conhecida pelo nome artístico de Carmen Linares, é uma cantora espanhola de flamenco. Dentro deste género musical, é considerada uma das cantoras mais completas e com o maior conhecimento dos estilos flamencos, juntamente com a «Niña de los Peines» («Menina dos Pentes»). A par de outros artistas da sua geração, como Paco de Lucía, Camarón, Enrique Morente, Pepe Habichuela e José Mercé, Carmen Linares é apontada como uma lenda do flamenco. 
Também é mentora e figura de referência para a geração de jovens artistas, como Estrella Morente, Miguel Poveda, Marina Heredia, Arcángel, Pitingo e Rocio Márquez. Carmen Linares conquistou pelos seus próprios méritos um lugar privilegiado na cultura musical espanhola contemporânea, sendo atualmente uma das artistas mais aclamadas e com maior projeção internacional na arte flamenca..Na última década tem atuado em palcos como o Carnegie Hall em Nova Iorque, Sadler´s Wells em Londres, Palau de la Música em Barcelona, Auditorio Nacional em Madrid e a Cité de la Musique em París.

## Biografia
Carmen Linares chegou a Madrid com a sua família em 1968, onde conheceu Rafael Romero, Fosforito ou Juan Varea. Formou-se com artistas veteranos como Pepe Matrona, Fosforito e Juan Varea nos tablaos madrilenos de Torres Bermejas e no Café de Chinitas. Ali também partilhou o palco com jovens talentos como Camarón, Enrique Morente e os irmãos Pepe e Juan Habichuela.
Carmen Linares gravou álbuns de referência como "Cantaora", "Canciones Populares de Lorca" e "Antología de la mujer en el cante" (Universal, 1996) que é considerado pelos críticos como um dos dez melhores álbuns da história do flamenco. Neste álbum, Carmen Linares interpreta cantigas esquecidas e resgata alguns estilos tradicionais de cantoras para criar a sua própria identidade musical, acompanhada por uma seleção de guitarristas como Tomatito, Vicente Amigo, Moraito, Pepe Habichuela, Rafael Riqueni e José Antonio Rodríguez, entre outros.
Em 1988, Carmen Linares foi a voz escolhida para relançar a versão original de "El Amor Brujo" de Manuel de Falla, na abertura da VI Bienal de Arte Flamenco de Sevilha. Essa constante procura de novas formas de expressão conduziu a uma arte enriquecedora capaz de integrar o cante jondo — o canto fundo flamenco— com música de câmara e orquestras sinfónicas. Foi uma das primeiras artistas flamencas convidadas pela Orquesta Filarmónica de Nova Iorque, para atuar no Lincoln Center. O New York Times descreveu-a como uma cantora com «extraordinário poder expressivo». Conta, também, com atuações com ilustres diretores, onde se incluem Frühbech de Burgos, Josep Pons e Leo Brower, em peças como "El amor brujo" e "La vida breve" no Teatro Colón de Buenos Aires, na Ópera de Sydney, Shinjuku Bunka Center de Tóquio, Royal Albert Hall de Londres e no Auditorio Nacional de Madrid e Palacio de Euskalduna de Bilbau com o ballet de Victor Ullate.
Tem gravado álbuns e cantado em projetos cénicos interpretando poetas espanhóis universais. Poetas como Federico García Lorca em "Canciones Populares de Lorca" (Auvidis, 1993), "Un rato, un minuto, un siglo" (1998), "Poeta en Nueva York" (2007) e "Que no he muerto" (2003), Juan Ramón Jiménez no seu álbum "Raíces y Alas", ou Miguel Hernández em "Oasis abierto" (2011), "Flamencos cantan a Miguel Hernández" (2013) e "Verso a Verso" (Salobre, 2017).
Tem participado em projetos cénicos em parceria com artistas de renome, como "Un rato, un minuto, un siglo" (1996) con Lola Herrera, "Apocalipsis" (1998) com Irene Papas, "Locura de brisa y trino"(1999) de Manolo Sanlúcar, "Poeta en Nueva York"(2007) de Blanca Lí, "Lamentaciones de Jeremías"(2011) de Uri Caine, "Qawwali Flamenco"(2013) com Faiz Ali Faiz, a Compañía Nacional de Arte Dramáticocom "Séneca"(2017) e aAcademia del Piaccere (2018), com os quais atuou em palcos como Lincoln Center for the Performing Artsem Nova Iorque, Teatro Maestranza em Sevilha, Barbican Centre em Londres, Teatre Liceu em Barcelona, Ópera de Sydney, Teatro Chaillot em París, Teatro Real em Madrid e Jardines del Generalife em Granada.
Dirige os seus próprios espetáculos. Na temporada 2018/2019 está em digressão com três projetos: o seu último álbum, "Verso a Verso", uma homenagem ao poeta Miguel Hernández com o qual ganhou o Prémio MIN de Melhor Álbum Flamenco, o espetáculo "Tempo de Luz" com Arcángel e Marina Heredia e uma nova versão de "El Amor Brujo" com orquestra sinfónica.

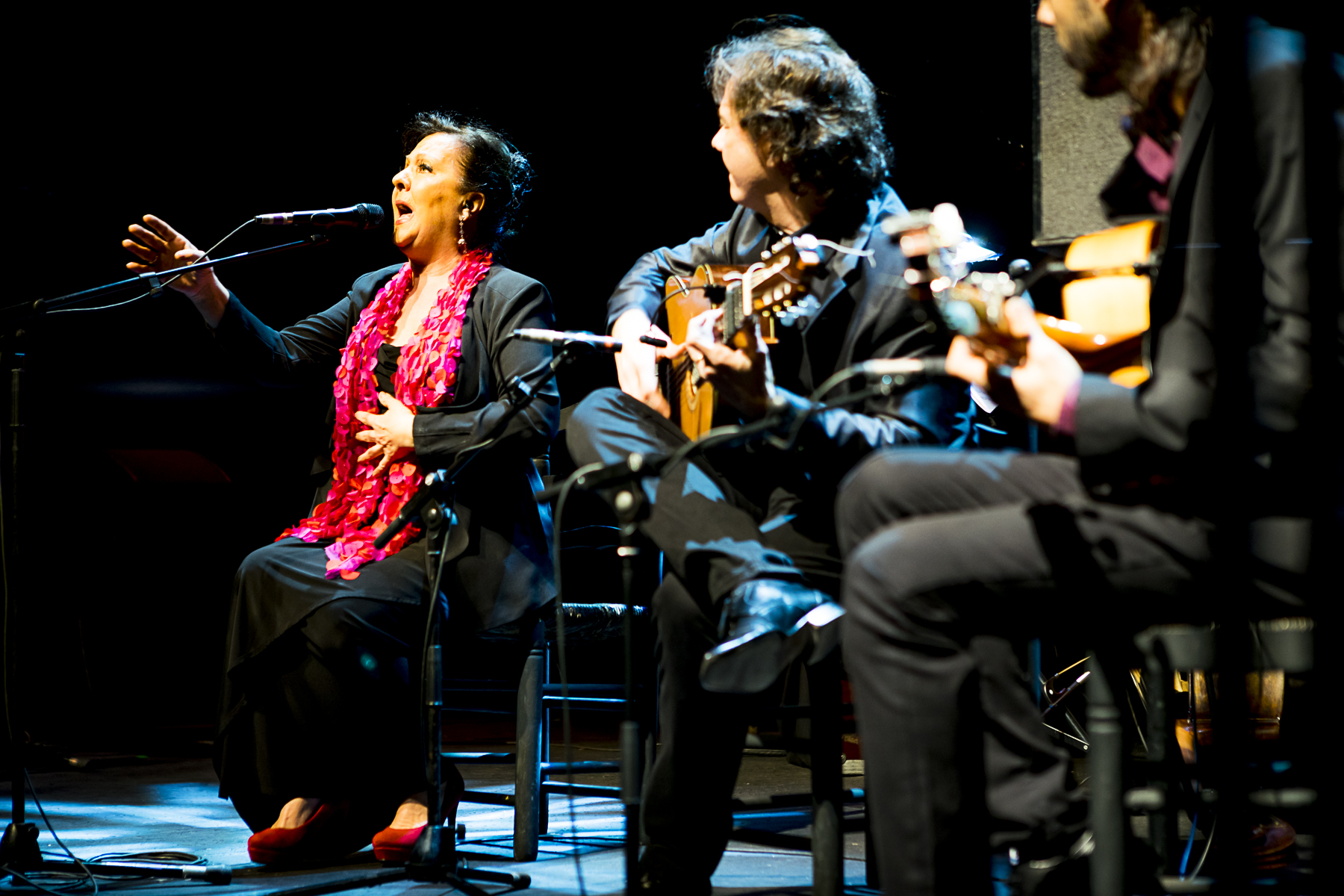
Carmen Linares concerto ao vivo

Artista de projeção internacional. Voz flamenca contemporânea. É a única mulher do flamenco a ter ganho o Premio Nacional de Música de España na categoria de performance. Carmen Linares é reconhecida como uma lenda flamenca. Ela foi reconhecida com o Prémio Principe das Astúrias das Artes 2022.

## Prémios
| Año  | Prémio |
| ---- | --- |
| 2022 | Premio Princesa das Asturias das Artes |
| 2019 | Medalha de Ouro da Câmara Municipal de Madrid.                                                                                                |
| 2019 | Prêmio Internacional Terras sem Sombra outorgado pelo Festival Terras sem Sombra celebrado no Alentejo (Portugal).                            |
| 2019 | Título de Master of Mediterranean Music Award del Berklee College of Music de Boston.                                                         |
| 2019 | Nomeação para o Prémio Goya pela música "Tarde azul de abril" de Roque Baños para o filme "El hombre que mató a Don Quijote" de Terry Gilliam |
| 2018 | Prémio MIN de Melhor Álbum Flamenco "Verso a Verso" canta a Miguel Hernández.                                                                 |
| 2017 | Prémio Leyenda del flamenco. |
| 2011 | Prémio de Honra da Academia de la Música |
| 2009 | Melhor Álbum Flamenco nos Premios de la Música para o álbum "Raíces y Alas".                                                                  |
| 2006 | Medalha de Ouro das Belas Artes outorgada pelo Ministério da Cultura de Espanha                                                               |
| 2001 | Prémio Nacional de Música outorgado pelo Ministério da Cultura de Espanha                                                                     |
| 2000 | Nomeação para Melhor Álbum Flamenco nos Grammy Latinos para o álbum "Ramito de Locura".                                                       |
| 2000 | Nomeação para Melhor Álbum Flamenco nos Prémios de la Música para o álbum "Ramito de Locura".                                                 |
| 1999 | Prémio Compás del Cante outorgado pela Fundación Cruzcampo.                                                                                   |
| 1998 | Medalha de Prata da Junta de Andalucía. |
| 1991 | Prémio Melhor Álbum do Ano, outorgado pela Académie Française du Disque.                                                                      |
| 1988 | Prémio ICARO Melhor Álbum do Ano, outorgado pelo jornal Diarío 16.                                                                            |

## Discografia

### Discografia oficial
| Ano  | Título                                   | Editora   | Elenco de artistas principal |
| ---- | ---------------------------------------- | --------- | --- |
| 2017 | "Verso a verso canta a Miguel Hernández" | Salobre   | Carmen Linares, Salvador Gutiérrez, Pablo Suárez, Josemi Garzón, Karo Sampela, Silvia Pérez Cruz, Arcángel, Eduardo Pacheco, Lucía Espín, Camerata Flamenco Project, Letras de Miguel Hernández.                                                                                                   |
| 2011 | "Remembranzas"                           | Salobre   | Carmen Linares, Juan Carlos Romero, Miguel Poveda, Javier Barón, Salvador Gutiérrez, Miguel Ángel Cortés, Pablo Suárez, Jose Luis Ortiz Nuevo, Paco Cortés, Julio Blasco, Pedro Esparza, Rafael Villanueva, Eduardo Pacheco, Paco Cruzado, Ana María González, Javier González, Rosario Amador.    |
| 2008 | "Raíces y alas"                          | Salobre   | Carmen Linares, Juan Carlos Romero, Tino Digeraldo, Antonio Coronel. Letras de Juan Ramón Jiménez. |
| 2002 | "Un ramito de locura"                    | Universal | Carmen Linares, Gerardo Núñez, Pablo Martín Caminero, Cepillo. Letras Populares de José Ángel Valente. |
| 1999 | "Locura de Brisa y Trino"                | Universal | Manolo Sanlúcar, Isidro Muñoz, Carmen Linares, Tino Di Geraldo, Cepillo. Letras de Federico García Lorca. (Parceria com Editora) |
| 1996 | "Antología de la mujer en el cante"      | Universal | Carmen Linares, Tomatito, Vicente Amigo, Moraito, Pepe Habichuela, Rafael Riqueni, Juan Habichuela, Ketama, Enrique de Melchor, Paco Cepero, Manolo Soler, José Antonio Rodríguez, Manolo Franco, Javier Barón, Antonio Carmona, Juan Carmona, Perico del Lunar, Paco Cortés, Miguel Angel Cortés. |
| 1994 | "Desde el alma"                          | Network   | Carmen Linares, Paco Cortés, Miguel Ángel Cortés, Jesús Heredia. |
| 1993 | "Canciones populares antiguas de Lorca"  | Auvidis   | Carmen Linares, Paco Cortés, Miguel Ángel Cortés, Javier Colina, José Antonio Galicia, Juan Parrilla, Bernardo Parrilla, Estrella Morente, Soleá Morente. Letras de Federico García Lorca. |
| 1991 | "La luna en el río"                      | Avidis    | Carmen Linares, Paco Cortés, Pedro Sierra, Carlos Benavent, Javier Barón. |
| 1988 | "Cantaora"                               | Warner    | Carmen Linares, Paco Cortés, Pedro Sierra, Antonio Carmona, Javier Barón. |
| 1984 | "Su cante"                               | Hispavox  | Carmen Linares, Pepe Habichuela, Luis Habichuela, Manuel Soler, Guadiana, Amparo Habichuela, Juan Carmona Camborio, Antonio Carmona. |
| 1978 | "Carmen Linares"                         | Hispavox  | Carmen Linares, Pepe Habichuela, Luis Habichuela. |
| 1971 | "Carmen Linares canta flamenco"          | Movieplay | Carmen Linares, Juan Habichuela. |

### Parcerias com editoras
| Ano  | Editora     | Artista                               | Título                           | Parceria musical |
| ---- | ----------- | ------------------------------------- | -------------------------------- | --- |
| 2018 | MeliamMusic | Roque Baños                           | El hombre que mató a Don Quijote | "Tarde azul de Abril" com José Luis Montón. Trilha sonora do filme El hombre que mató a Don Quijote de Terry Gilliam                                                                     |
| 2018 | Salobre     | Camerata Flamenco Project             | Falla 3.0                        | Nana-Asturiana de "Siete Canciones Populares" de Manuel de Falla |
| 2018 | Karonte     | Juan Carlos Romero, Pepe Roca         | "Río de rostros"                 | "La pena" |
| 2017 | Buhoman     | Paco Damas                            | "Las sin sombrero"               | "Quisiera tener varias sonrisas de recambio", "¿Quién eres tú?" com Rozalén, Marina Heredia, Argentina, Roko, Pilar Jurado, Carmen París                                                 |
| 2016 | Universal   | Vários. Tributo a Luz Casal           | "Una luz flamenca"               | "Entre mis recuerdos" com Lucía Espín. |
| 2016 | Universal   | Miguel Poveda                         | "13"                             | "La luz que a mí me alumbraba" com Miguel Poveda - Praça de touros de Las Ventas em Madrid.                                                                                              |
| 2014 | Universal   | Pitingo                               | "Cambio de tercio"               | "Arbolé, Arbolé" com letra de Federico García Lorca. |
| 2014 | Sony        | Joan Manuel Serrat                    | "Antología desordenada"          | "Saeta" em duo cm Joan Manuel Serrat. Produção Javier Limón. |
| 2014 | Rosevil     | Vários. Tributo a Juan Ramón Jiménez. | "Platero y nosotros2             | "Amistad". Letra de Juan Ramón Jiménez. |
| 2014 | Cozytime    | José Luis Móntón e Teresa del Pozo    | "Flamenco kids 2"                | "Juanito el Burgahillo" |
| 2014 | NoMadMusic  | Alicia Carrasco e José Manuel León    | "Mujerklórica"                   | "Olores a mejorana" |
| 2013 | Warner      | Miguel Campello                       | "Chatarrero 2"                   | "Tuyo"com Carlos Benavent, Tino Di Geraldo. |
| 2013 | Universal   | Vários                                | "Para la libertad"               | "El sol, la rosa y el niño" com Pablo Suárez. Letra Miguel Hernández. |
| 2012 | EMI         | Los Evangelistas                      | "Homenaje a Enrique Morente"     | "Delante de mi madre" com Jota, Lagartija Nick, Los Planetas. |
| 2012 | Warner      | José Antonio Rodríguez                | "Anartista"                      | "Francisco Alegre" |
| 2012 | Sony        | Dorantes                              | "Sin muros"                      | "Asesinado por el cielo" com Dorantes |
| 2012 | Karonte     | Camerata Flamenco Project             | "Avant garde"                    | "Chiquilín de Bachín" |
| 2012 | Sony        | Vários. Tributo a Joaquín Sabina      | "De purísima y oro"              | "Pongamos que hablo de Madrid" com Javier Limón. |
| 2011 | Universal   | Varios. Tributo a Joan Manuel Serrat  | "Cantares"                       | "Poema de amor" com Juan Carlos Romero. |
| 2010 | Universal   | Javier Limón                          | "Mujeres de agua"                | "Media luna me sonríe". |
| 2003 | Universal   | Vários. Tributo a Juan Valderrama     | "Flamencos por Valderrama"       | "Garbo Malagueño" com Niño Josele |
| 1999 | Univesal    | Manolo Sanlúcar                       | "Locura de brisa y trino"        | "Locura de brisa y trino", "Adan", "Normas", "El poeta pide a su amor que le escriba", "Gacela de amor desesperado", "Campo", "Son de negros", "Normas". Letras de Federico García Lorca |
| 1999 | Universal   | Carlos Núñez                          | "Os amores libres"               | "A orillas del río Sil" |

### Parcerias em cinema, televisão e teatro
| Ano  | Título                                            | Tipo   | Artista / Companhia       | Participação |
| ---- | ------------------------------------------------- | ------ | ------------------------- | --- |
| 2018 | "Jaén. Virgen & Extra"                            | Cinema | José Luis López Linares   | Gravação de três músicas na trilha sonora: Aceituneros, Nana e Canción de los Olivitos.                                            |
| 2018 | "El hombre que mató a Don Quijote"                | Cinema | Terry Gilliam             | Gravação de uma música na trilha sonora: "Tarde azul de abril"                                                                     |
| 2017 | "Seneca"                                          | Teatro | Centro Dramático Nacional | Atriz e cantora como «Helvia», mãe de Séneca junto com Antonio Valero. Adaptação e Direção: Emilio Hernández. Texto: Antonio Gala. |
| 2017 | "Juanito Valderrama, la voz que ilustró un siglo" | TV     | Rosa Peña                 | Testemunho de colaboração. Documentário tributo a Juanito Valderrama.                                                              |
| 2016 | "MIguel Poveda. 13"                               | Cinema | Félix Vaquez              | Testemunho e atuação com Miguel Poveda na Praça de touros de Las Ventas em Madrid.                                                 |
| 2013 | "Que no he muerto"                                | Teatro | José Sámano               | Direção musical em peça de teatro musical nos versos de Federico García Lorca.                                                     |
| 2009 | "The limits of control"                           | Cinema | Jim Jarmusch              | Música "El que se tenga por grande" na trilha sonora original.                                                                     |
| 2017 | "Poeta en Nueva York"                             | Teatro | Blanca Li                 | Espetáculo musical com Blanca Lí com versos de Federico García Lorca.                                                              |
| 2006 | "¿Por qué se frotan las patitas?"                 | Cinema | Álvaro Begines            | Gravação de dois músicas na trilha sonora: "Escándalo" e "Nadie se lleva nada".                                                    |
| 1998 | "Apocalipsis, voz de mujer"                       | Teatro | Irene Pappás              | Cantora e atriz na papel da "Luz".                                                                                                 |
| 1997 | "Un rato, un minuto, un siglo..."                 | Teatro | José Samano               | Teatro musical com Lola Herrera, com versos de Federico García Lorca.                                                              |
| 1995 | "Flamenco"                                        | Cinema | Carlos Saura              | "Taranta" com Rafael Riqueni. |